# Удовиченківська сільська рада
Удовиченківська сільська рада — колишній орган місцевого самоврядування у Зінківському районі Полтавської області з центром у селі Удовиченки.

## Населені пункти
Сільраді були підпорядковані населені пункти:
- c. Удовиченки
- с. Зайці
- с. Косяки
- с. Левченки
- с. Матяші
- с. Руденки-Гончарі